# Hull Minster

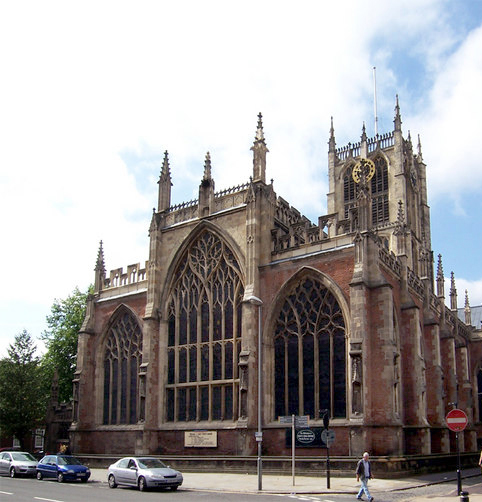
Hull Minster

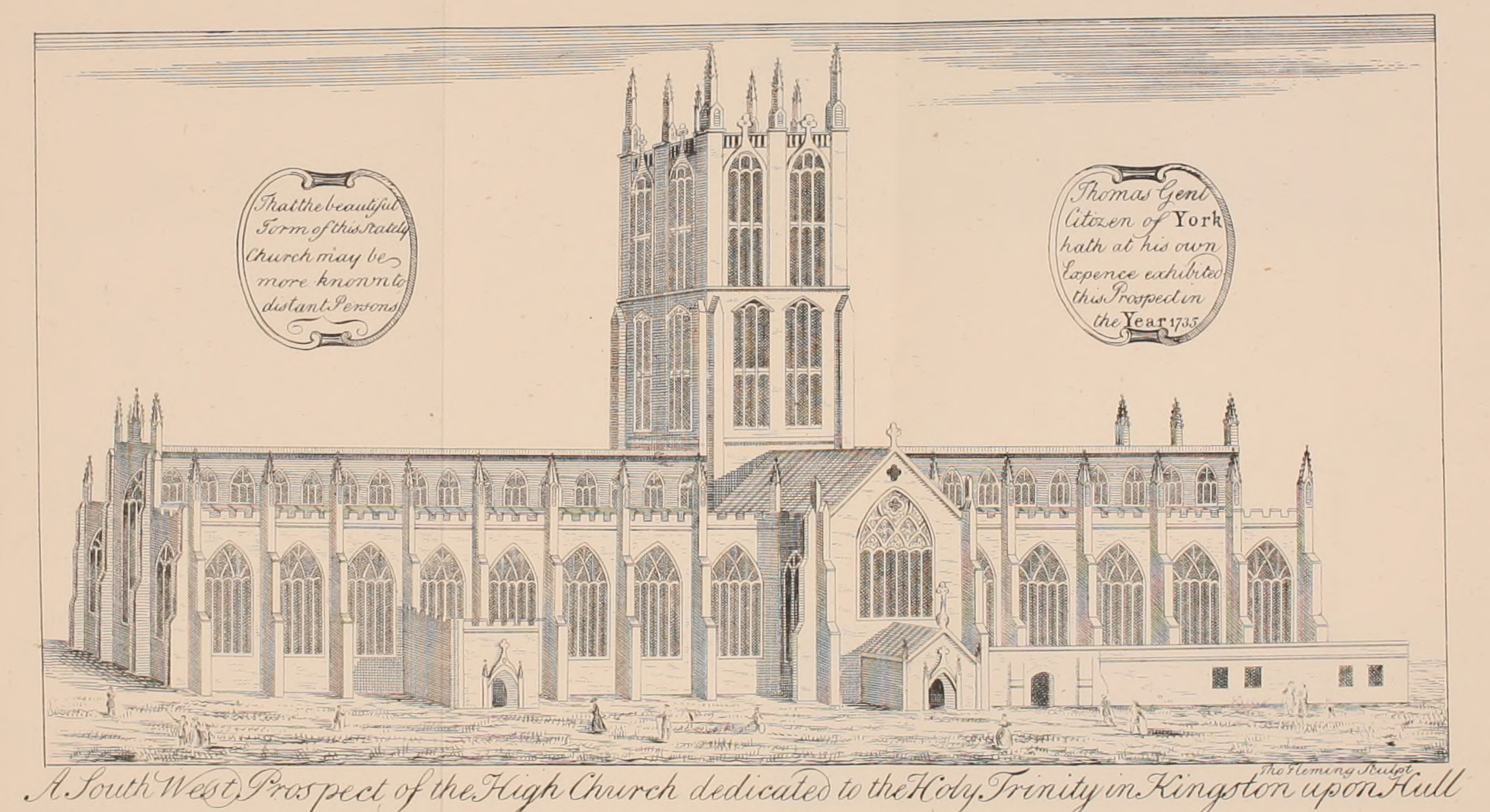
Hull Minster (um 1735)

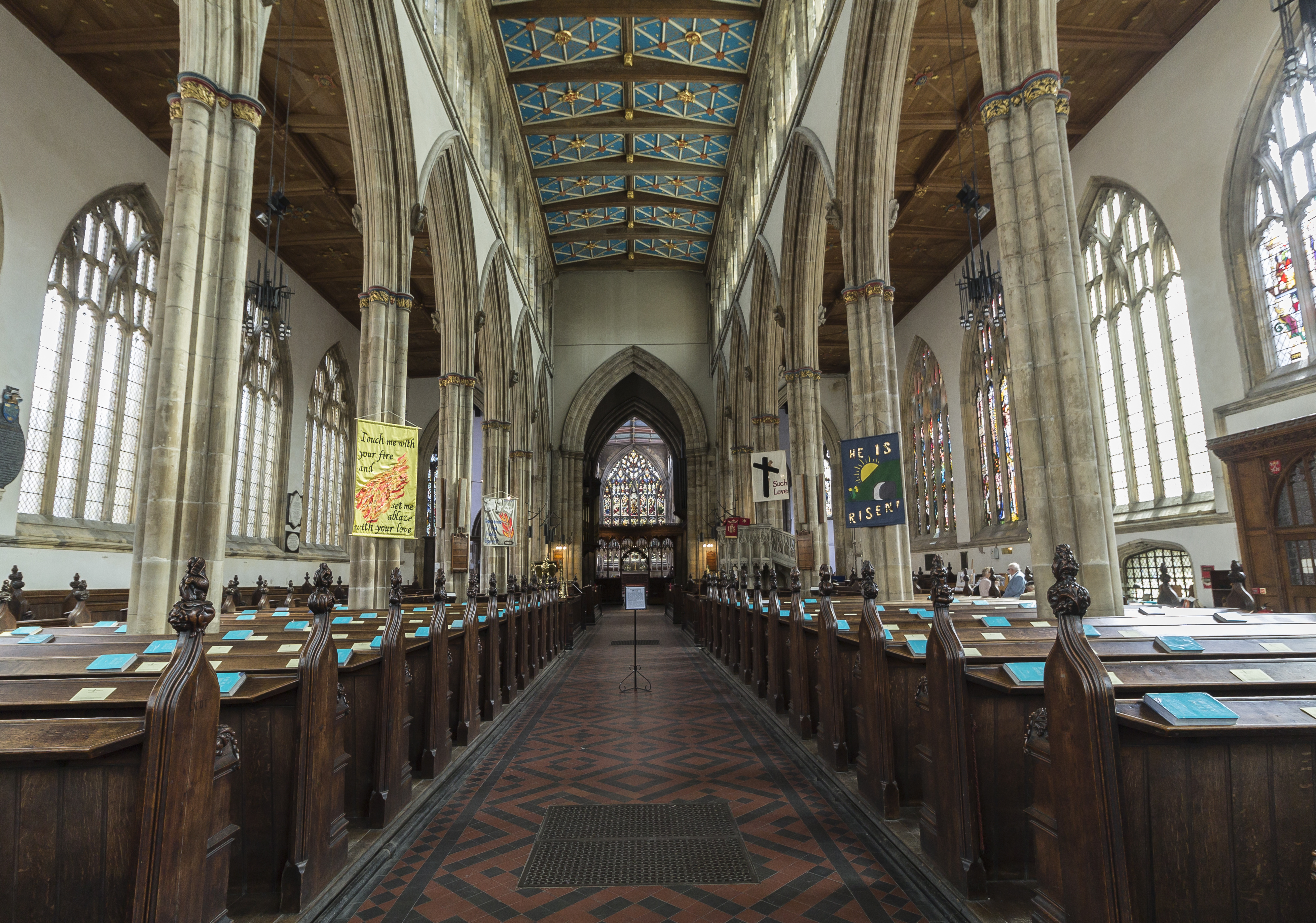
Langhaus, Vierung und Chor

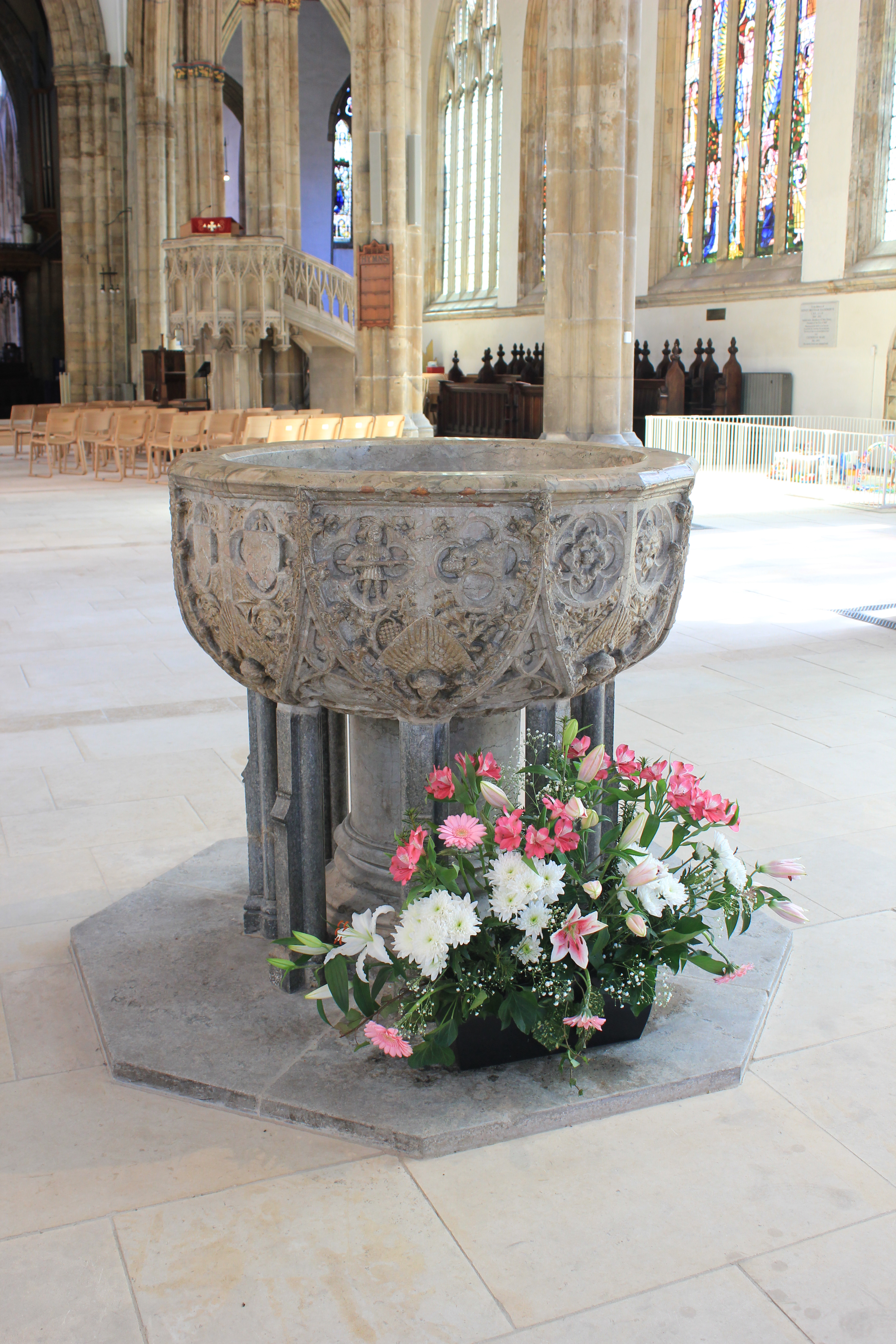
Taufbecken (font)

Das Hull Minster ist eine der Church of England zugehörige und der Dreifaltigkeit (im Englischen Holy Trinity) geweihte spätgotische Pfarrkirche in der nordostenglischen Küstenstadt Kingston upon Hull im Bereich der Verwaltung von East Riding of Yorkshire. Am 13. Mai 2017 wurde der Kirche der Ehrentitel Minster zuerkannt; sie ist als Grade-I-Bauwerk eingestuft und gehört zum Major Churches Network.

## Lage
Die etwa 300.000 Einwohner zählende Großstadt Kingston upon Hull (oft nur Hull genannt) liegt im Mündungsbereich (Ästuar) des Humber in einer Höhe von etwa 10–20 m; die Stadt York ist knapp 55 km in nordwestlicher Richtung entfernt. Das Hull Minster liegt im Südosten der nur etwa 200 m vom Fluss entfernten Altstadt nahe der Einmündung des River Hull in den Humber.

## Geschichte
Es waren wohl die durch den Wollhandel reich gewordenen Bürger der Stadt, die Ende des 13. Jahrhunderts den Bau einer repräsentativen Pfarrkirche forderten und den Bau finanzierten. Das Querschiff (transept) stammt aus in den Jahren 1300–1320, der Chor (chancel) aus der Zeit zwischen 1340 und 1370 und das Kirchenschiff (nave) aus der Zeit zwischen 1380 und 1420; die oberen Geschosse des Vierungsturms wurden zwischen 1490 und 1520 hinzugefügt. In den 1840er Jahren fand eine Restaurierung statt, eine erneute Restaurierung durch George Gilbert Scott fand in den 1660er und 1870er Jahren statt.

## Architektur
Die ca. 87 m lange und ca. 22 m breite Kirche hat die größte Grundfläche aller Pfarrkirchen Englands. Sie wird von einem ca. 46 m hohen Vierungsturm überragt; die dreifenstrige Westfassade im spätgotischen Perpendicular Style hat ein beinahe gedrungen wirkendes Portal. Das etwa 15 m hohe Mittelschiff und die beiden nur wenig niedrigeren Seitenschiffe haben Holzdecken. Der Vierungsturm ist zur Kirche hin geschlossen, im geraden Chorschluss befindet sich ebenfalls ein großes Fenster im Perpendicular Style.

## Ausstattung
Das im Eingangsbereich stehende Taufbecken (font) aus der Zeit um 1380 ist von außen überreich mit gotischem Maßwerk sowie mit kleinen Vierpässen mit Wappen und kleinen Darstellungen geschmückt. Die Liegefigur einer unbekannten Dame (wahrscheinlich eine wohlhabende Stifterin) stammt aus dem ausgehenden 15. Jahrhundert; die Grabplatte wurde im Jahr 1821 bei Arbeiten im südlichen Querschiff gefunden.

## Sonstiges
William Wilberforce (1759–1833), späterer Parlamentsabgeordneter und Befürworter der Abschaffung der Sklaverei, wurde im Jahr 1759 im Minster von Hull getauft.